# Saúl Martínez
Saúl Asael Martínez dit Speedy (né le 29 janvier 1976 dans le département de Colón au Honduras) est un footballeur hondurien.